# Los Angeles Sharks
I Los Angeles Sharks sono stati una squadra di hockey su ghiaccio della World Hockey Association con sede nella città di Los Angeles, nello stato della California. Nacquero nel 1972 e si sciolsero nel dicembre del 1974; disputarono i loro incontri casalinghi presso la Los Angeles Memorial Sports Arena.

## Storia
In origine la franchigia si sarebbe dovuta chiamare Los Angeles Aces, dato che il nome "Sharks" era stato già assegnato alla franchigia di San Francisco. Tuttavia gli Sharks non giocarono mai e ancor prima dell'esordio la squadra si spostò a Québec cambiando nome in Quebec Nordiques. Fu così che la squadra di Los Angeles adottò il nome "Sharks" conservando comunque i colori previsti dagli Aces, il rosso e il nero delle carte da gioco.
Gli Sharks giocarono quasi sempre alla Los Angeles Memorial Sports Arena, tranne alcune gare in cui si trasferirono a Long Beach. Al termine della stagione inaugurale gli Sharks si qualificarono per i playoff, ma furono sconfitti al primo turno dagli Houston Aeros per 4-2.
Nella stagione successiva gli Sharks crollarono all'ultimo posto della WHA e subirono un calo considerevole di pubblico data la stagione sorprendente dei Los Angeles Kings, capaci di ritornare ai playoff della National Hockey League dopo cinque stagioni. Per questi motivi la proprietà della franchigia decise di trasferire la squadra a Detroit dove cambiò nome in Michigan Stags.

## Record stagione per stagione
| Los Angeles Sharks |         |    |    |    |   |    |     |     |    |                              |
| 1972-73            | Western | 78 | 37 | 35 | 6 | 80 | 259 | 250 | 3° | perde 1º turno (Houston) 2-4 |
| 1973-74            | Western | 78 | 25 | 53 | 0 | 50 | 239 | 339 | 6° |                              |

## Record della franchigia

### Singola stagione
Gol: 43  Gary Veneruzzo (1972-73)
Assist: 50  Jean-Paul Leblanc (1972-73)
Punti: 73  Gary Veneruzzo (1972-73)
Minuti di penalità: 155  Jim Niekamp (1972-73)

### Carriera
Gol: 82  Gary Veneruzzo
Assist: 96  Jean-Paul Leblanc
Punti: 141  Gary Veneruzzo
Minuti di penalità: 250  Jim Niekamp
Partite giocate: 156  Gary Veneruzzo